# Cluj Arena
El Cluj Arena es un estadio multiusos construido en Cluj-Napoca, Rumania, en el lugar en el que anteriormente se encontraba el Stadionul Ion Moina. La construcción del estadio fue financiada con los fondos del Consejo provincial de Cluj, a quien pertenecerá el estadio. El estadio, inaugurado el 11 de octubre de 2011, servirá, principalmente, para la práctica del fútbol y el  beneficiario
principal sería el conjunto de fútbol local, U Cluj.
El nuevo estadio tiene una capacidad de 30.201 espectadores, todos ellos sentados y cubiertos. Al igual que el Stadionul Național que se ha construido en Bucarest, el estadio cuenta con categoría UEFA Élite, el más alto estándar de calidad.

## Localización
El nuevo estadio de la capital transilvana está ubicado en la zona antigua de la ciudad, al oeste del Parque Central de Cluj. Existió una disputa entre aficionados y autoridades y la constructora del estadio: las autoridades y aficionados querían el estadio en el centro de la ciudad, mientras que la constructora prefería optar por un estadio de altos estándares de calidad en las afueras de la ciudad (Valea Gârbăului o Sfântul Ion fueron los lugares que más sonaron). Finalmente se optó por hacer el estadio en el centro de la ciudad. El estadio Cluj Arena formará parte de un complejo deportivo más grande, que incluirá la sala de deportes "Horia Demian", una piscina, el parque "Iuliu Hatieganu" y  una futura sala polivalente.

## Historia
El 21 de julio de 1908 el atleta clujeano Ștefan Somodi obtuvo el segundo lugar en la prueba de salto de altura en los Juegos Olímpicos de Londres 1908. Gracias a este hecho, los ediles de la ciudad de Cluj-Napoca acordaron la construcción de un estadio en las inmediaciones del parque de la ciudad.
La primera tribuna del Stadionul Ion Moina fue construida en madera y contaba con capacidad para 1500 espectadores. Bajo la grada se construyeron los vestuarios. La inauguración oficial del estadio tuvo lugar en 1911, cuando una selección de jugadores de la ciudad veció al Galatasaray Istanbul por 8 tantos a 1. Tras casi 50 años, en 1960, la tribuna de madera fue transportada a Câmpia Turzii, donde se encuentra en la actualidad.
En 1961 fue inaugurado el nuevo estadio, construido en forma de herradura en honor al equipo universitario que lo utilizaba: „U”. El Estadio Municipal tenía una capacidad para 28 000 espectadores, lo que le colocaba en el tercer estadio más grande de Rumanía. Durante más de cuarenta años no se llevaron a cabo grandes modificaciones, salvo la instalación de tartán para la práctica de atletismo. El estadio fue renombrado como Ion Moina. en 2004 se llevaron a cabo trabajos de remodelación y de consolidación de los cimientos del estadio. 

### Construcción

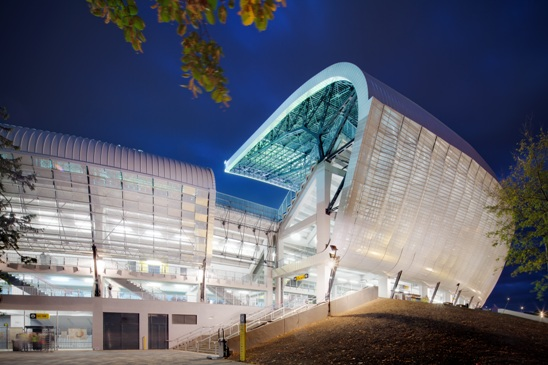
Vista nocturna de la fachada del Cluj Arena.

En verano del año 2007, con el objetivo de devolver al U Cluj al primer escalafón del fútbol nacional, las autoridades locales acordaron la necesidad de invertir una cantidad importante de dinero para que el estadio pudiera organizar partidos de Liga I conforme a las últimas directivas de la UEFA y de la FIFA. 
Durante el mes de febrero del año 2008 el Consejo Provincial de Cluj designó a la firma UTCN como ganadora de un concurso internacional para el diseño del nuevo estadio. La Sociedad Proiect Carpați de Bucarest pidió y consiguió la anulación de la licencia debido a la incompatibilidad de dos miembros del comité de designación. El 13 de junio de 2008, UTCN fue designada de nuevo como ganadora de este segundo concurso. El proyecto realizado por Dico si Tiganas, Birou de Proiectare presenta un estadio de 30 000 espectadores, con un aparcamiento subterráneo de dos plantas y pista de atletismo
El que fuera estadio Municipal de Cluj presentaba en 2008 un estado deplorable, donde solo 7000 se los 28 000 podían ser utilizados con seguridad. En noviembre de 2008 se inició la demolición del antiguo estadio, comenzando con la construcción del nuevo.
Los trabajos de construcción comenzaron el 15 de julio de 2009. Durante 2010 se comenzó la construcción de la torre, que incluye un hotel, oficinas y una sala polivalente para acoger hasta 7000 personas. El nuevo estadio cuenta con un aforo de 30 335 espectadores y el costo total fue de 35 millones de euros procedentes del Gobierno regional de Cluj y del Gobierno central. Las nuevas instalaciones disponen de la categoría Elite de la UEFA y disponen de pista de atletismo sintética, por lo que puede albergar, también, competiciones de atletismo internacionales.
Finalmente, el estadio fue inaugurado el 11 de octubre de 2011 con la celebración de un partido amistoso entre el Universitatea Cluj y el Kuban Krasnodar ruso. El primer partido oficial de Liga I lo disputaron el Universitatea Cluj local y el FC Braşov, el 17 de octubre.

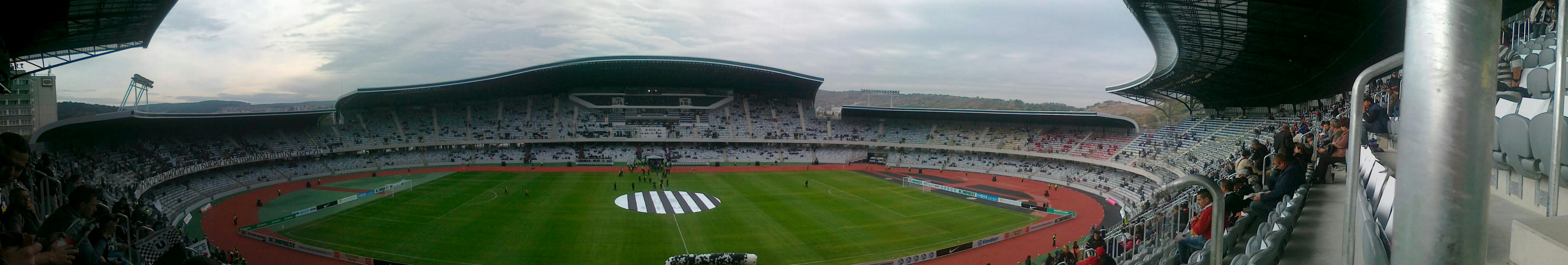
Panorámica del estadio.